# Carmine Gallone
Carmine Gallone (Taggia, 10 de septiembre de 1885–Frascati, 11 de marzo de 1973) fue un director de cine italiano, conocido fundamentalmente por sus películas históricas, cuya exaltación de la romanidad sirvió también de propaganda para el régimen fascista.

## Vida

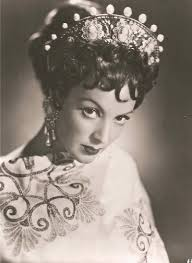
María Félix en la película italiana Messalina de 1951.

Empezó a trabajar en el mundo del cine en la primera década del siglo XX, dirigiendo desde entonces hasta los años 1960 un centenar de películas.
Debido a su gusto por las reconstrucciones históricas, fue comparado a Cecil B. De Mille y son recordadas algunas de sus películas, como Los últimos días de Pompeya (1926) y Escipión el Africano (1937), que sirvieron para que el régimen de Mussolini exaltara sus afanes imperiales, mediante la reivindicación de la grandeza de la Antigua Roma. Está considerado como uno de los creadores del peplum.
Pero Gallone también dirigió muchas películas inspiradas en el mundo de la ópera, como Casta Diva (1935, con un remake en 1954) y Puccini (1952).

## Curiosidades
Sobre la película Escipión el Africano (1937), declaró: «Si la película no le gusta al Duce me pego un tiro». De hecho la película no entusiasmó a Mussolini, pero fue premiada en el Festival de Venecia y fue un gran éxito.
Era el Padrino de Luca Prodan, italiano, cantante y fundador de SUMO, grupo de rock argentino que rompió todos los esquemas musicales en la Argentina en los comienzos de años 80.

## Filmografía esencial
- La donna nuda (1914)
- Los últimos días de Pompeya (1926)
- Un soir de rafle (1931)
- Casta diva (1935)
- Escipión, el africano (Scipione l'Africano) (1937)
- Addio Mimi (1947)
- El trovador (1949)
- Mesalina (1951)
- Puccini (1952)
- Cavalleria rusticana (1953)
- Madame Butterfly (1954)
- Casa Ricordi (1954)
- Casta Diva (1954)
- Don Camilo y el honorable Peppone (película 1955) Don Camillo e l'onorevole Peppone (1955)
- Don Camilo monseñor pero no tanto (película 1961) Don Camillo monsignore ma non troppo (1961)
- La Monaca di Monza (1962)
- Carmen di Trastevere (1962)

## Premios y distinciones
Festival Internacional de Cine de Venecia
| Año  | Categoría                                   | Película              | Resultado |
| ---- | ------------------------------------------- | --------------------- | --------- |
| 1935 | Copa Mussolini a la mejor película italiana | Casta diva            | Ganador   |
| 1936 | Mención especial                            | El cantante de Viena  | Ganador   |
| 1937 | Mejor Película Italiana                     | Escipión, el africano | Ganador   |
| 1942 | Premio de la Bienale                        | Odessa in fiamme      | Ganador   |